# Massimo Luciani
Massimo Luciani (Roma, 23 luglio 1952) è un giurista e costituzionalista italiano,  giudice della Corte Costituzionale a partire dal 19 febbraio 2025.

## Biografia

### Formazione e primi incarichi
L'8 aprile 1975 consegue la laurea in giurisprudenza, cum laude, presso l'Università degli Studi di Roma "La Sapienza", discutendo una tesi in diritto costituzionale. 
Il 21 maggio dello stesso anno diviene assistente incaricato supplente presso la Facoltà di Giurisprudenza dello stesso Ateneo, in seno alla cattedra di "Diritto costituzionale I". Dopo aver interrotto tale attività per adempiere agli obblighi di leva, dal 1º aprile 1979 assume le funzioni di assistente ordinario presso la cattedra di Istituzioni di diritto pubblico, nella Facoltà di Economia marittima dell'allora Istituto Universitario Navale di Napoli (oggi Università degli Studi di Napoli "Parthenope").

### Attività di docenza e ricerca universitarie
Nel biennio 1986-1987 alterna l'attività di professore associato di Diritto costituzionale italiano e comparato presso la Facoltà di Scienze Politiche dell'Università degli Studi di Perugia, a quella di assistente di studio presso la Corte Costituzionale, quest'ultima svolta in collaborazione principalmente con i giudici Alberto Malagugini e Ugo Spagnoli.
Dal luglio 1987 al 1990 presta servizio quale professore straordinario di Diritto costituzionale presso la Facoltà di Giurisprudenza dell'Università degli Studi di Pavia. 
Nell'anno accademico 1987-1988, tiene il corso di Diritto costituzionale, in supplenza, presso la Facoltà di Giurisprudenza dell'Università degli Studi di Perugia, dove nel 1990 diventa professore ordinario di Diritto costituzionale, ruolo che ricopre fino all'ottobre 1994. 
Dal 1° novembre 1994 assume l'incarico di professore ordinario di Diritto parlamentare presso la Facoltà di Scienze Politiche dell'Università degli Studi di Roma "La Sapienza". A partire dal 1° novembre 1996, presta servizio nello stesso Ateneo con l'incarico di professore ordinario di Istituzioni di diritto pubblico e - salvo brevi interruzioni - di Diritto costituzionale, sino al 2022.

### Ulteriori impegni pubblici e accademici
Oltre alla didattica universitaria, è attivamente impegnato nella ricerca presso enti e associazioni private, anche estere. È stato presidente dell'Associazione Gruppo di Pisa dal 2008 al 2010 e dell'Associazione Italiana dei Costituzionalisti dal 2015 al 2018. Nel 2021, è stato nominato socio corrispondente dell'Accademia Nazionale dei Lincei.
È componente di comitati direttivi e scientifici di prestigiose riviste giuridiche (Politica e diritto, Diritto e società, Giurisprudenza costituzionale, etc.). È stato editorialista per i quotidiani "La Stampa" e "L'Unità".
Ha partecipato ed ha presieduto numerose commissioni ministeriali e governative per le riforme istituzionali e la revisione di specifici settori della normazione (immigrazione, ordinamento giudiziario, etc.).

### Il mandato di Giudice costituzionale

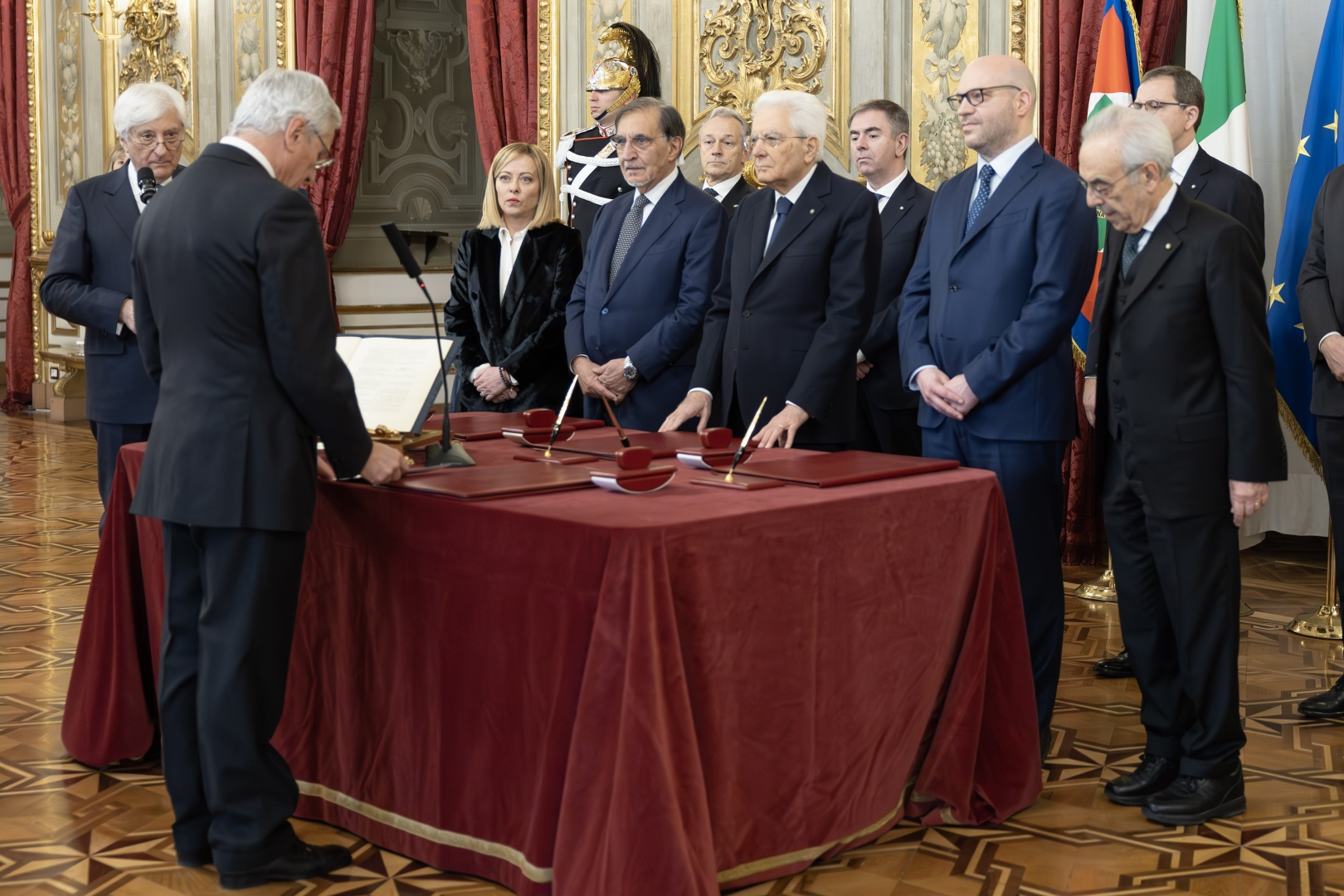
La cerimonia di giuramento di Massimo Luciani

Il 13 febbraio 2025, il Parlamento in seduta comune l'ha eletto giudice costituzionale con 505 voti su 539 votanti. Il 19 febbraio successivo, ha prestato giuramento nelle mani del Presidente della Repubblica.

## Onorificenze e riconoscimenti
- 6 marzo 2017 - Premio Sandulli[10]
- 13 novembre 2018 - Dottore honoris causa presso l'Università di Aix-Marseille[6]

## Opere
- L’iniziativa economica privata nella giurisprudenza costituzionale (ed. provv.), Roma, Tipografia Carpentieri, 1981;
- La produzione economica privata nel sistema costituzionale, Padova, Cedam, 1983;
- Le decisioni processuali e la logica del giudizio costituzionale incidentale, Padova, Cedam, 1984;
- Diritto pubblico (con E. Roppo), Roma-Bari, Laterza, III ed., 1991 (Manuale per gli Istituti tecnici);
- Il voto e la democrazia, Roma, Editori Riuniti, 1991;
- Referendum (curato con M. Volpi), Roma-Bari, Laterza, 1992;
- La Corte costituzionale e gli altri poteri dello Stato (curato con A. Anzon, B. Caravita, M. Volpi), Torino, Giappichelli, 1993;
- La democrazia alla fine del secolo (curatela), Roma-Bari, Laterza, 1994;
- Riforme elettorali (curato con M. Volpi), Roma-Bari, Laterza, 1995;
- L’antisovrano e la crisi delle costituzioni, in Rivista di diritto costituzionale, n. 1/1996, pp. 124-188;
- Diritto pubblico, Milano, Tramontana, 1999 (Manuale per gli Istituti tecnici);
- Articolo 75 - Il referendum abrogativo, in Commentario della Costituzione, a cura di G. Branca e A. Pizzorusso, Bologna-Roma, Zanichelli-Il Foro Italiano, 2005;
- Costituzionalismo irenico e costituzionalismo polemico, in Giurisprudenza costituzionale, n. 2/2006, pp. 1643-1668;
- Lo sguardo profondo. Leopardi, la politica, l’Italia, Modena, Mucchi, 2017;
- Costituzione italiana: articolo 12, Roma, Carocci, 2018;
- Ogni cosa al suo posto, Milano, Giuffrè Francis Lefebvre, 2023.